# SBK-09: Superbike World Championship
SBK-09: Superbike World Championship é um jogo eletrônico simulador de corridas baseado no Campeonato Mundial de Superbike de 2009 desenvolvido pela Milestone S.r.l. e publicado pela Black Bean Games em 2009 para PlayStation 2, PlayStation 3, PlayStation Portable, Microsoft Windows e Xbox 360.